# Hazaran
Hazaran (Hazar, Hezar) és el nom del massís de muntanyes del centre de l'altiplà iranià, a la província de Kerman, Iran, és una part oriental de les Muntanyes Zagros. Té una altitud de 4.500 metres amb una prominència de 2.741 m i és el cim més alt de la província de Kerman. La Serralada Jebal Barez és una continuació al sud-oest.
Hi discorre el Riu Halil. A la zona es troben les ciutats de Kerman, Bardsir, Sirjan, Baft, Jiroft i Bam.
Es va formar principalment a l'Eocè amb andesita i roques piroclàstiques. El Mont Hazar o Hazaran està situat al centre de la serralada.
Principals pics:
- Kuh-e Hazaran (Kūh-e Hazār) 4500 m[2] 29° 30′ 42″ N, 57° 16′ 18″ E / 29.51167°N,57.27167°E[1]
- Unknown named peak 4300 m 29° 23′ 28″ N, 56° 44′ 50″ E / 29.39111°N,56.74722°E
- Kuh-e Palvar 4229 m 30° 4′ 14″ N, 57° 27′ 55″ E / 30.07056°N,57.46528°E
- Kuh-e Jupar 4150 m 29° 55′ N, 57° 12′ E / 29.917°N,57.200°E
- Kuh-e Khabr 3856 m 28° 49′ N, 56° 25′ E / 28.817°N,56.417°E
- Kuh-e Bidkhan 3424 m 29° 36′ 14″ N, 56° 32′ 49″ E / 29.604°N,56.547°E